# Европейский стабилизационный механизм
Европе́йский стабилизацио́нный механи́зм — постоянно действующий фонд финансовой стабилизации стран Еврозоны, заменяющий существующие два фонда: Европейский фонд финансовой стабильности, располагающий гарантированными странами Еврозоны 440 миллиардами евро, и Европейский механизм финансовой стабилизации, располагающий представленными Европейской комиссией 60 миллиардами евро.
Предполагалось, что постоянный фонд должен был начать работу 1 июля 2012 года — на год раньше предварительно намеченного срока, однако крайний срок был перенесён на 27 сентября из-за задержек с ратификационными процедурами в ряде стран еврозоны, включая Германию, где законность фонда должен сначала подтвердить конституционный суд. При этом срок существования временного Европейского фонда финансовой стабильности продлен по крайней мере до середины 2013 года.
На встрече министров финансов стран еврозоны 23 января 2012 года был согласован окончательный текст договора о постоянно действующим фонде. В него вошли положения, требующие от страны, запрашивающей помощь, участия в налогово-бюджетном соглашении, а также устанавливающие процедуру голосования по решениям фонда большинством, что исключает возможность блокирования работы фонда малыми странами.